# Erasmus Rothmaler der Jüngere
Erasmus Rothmaler (* 21. August 1599 in Frankenhausen; † 28. November 1662 in Güttland bei Danzig) war ein deutscher lutherischer Geistlicher und neulateinischer Dichter.

## Leben
Rothmaler war der Sohn des gleichnamigen Archidiakons Erasmus Rothmaler des Älteren und dessen Frau Maria (1569–1611). Er immatrikulierte sich am 24. Juli 1621 gemeinsam mit seinem Bruder Johann Rothmaler an der Universität Wittenberg. Nach Abschluss seiner Studien erhielt er einen Ruf auf das Rektorat in Riesenburg in Pomesanien, anschließend in Heiligenbeil.
Im Jahre 1639 wurde er Pfarrer in Neukirchen und Schönhorst bei Marienburg, bis er 1642 als Pfarrer nach Güttland in der Danziger Niederung wechselte.
Sein jüngerer Bruder Johann Rothmaler wurde Generalsuperintendent in Rudolstadt.

## Werke
Er veröffentlichte einige Bände lateinischer Epigramme. In seinen Publikationen führte er den Titel eines gekrönten Dichters:
- Gemmae poeticae, Danzig 1650.
- Deliciae poeticae in drei Teilen, Danzig 1651.
- Epigrammatum ioco-seriorum appendix, Danzig 1652.